# Energía eólica en Tailandia
La energía eólica en Tailandia ascendió a una capacidad de producción instalada de 224,5 MW a finales de 2014. La capacidad instalada era de 112 MW a fines de 2012, con 111 MW agregados en 2013 y una cantidad menor agregada en 2014. Esto clasificó a Tailandia en el puesto 46 del mundo por capacidad instalada a partir de 2015. 

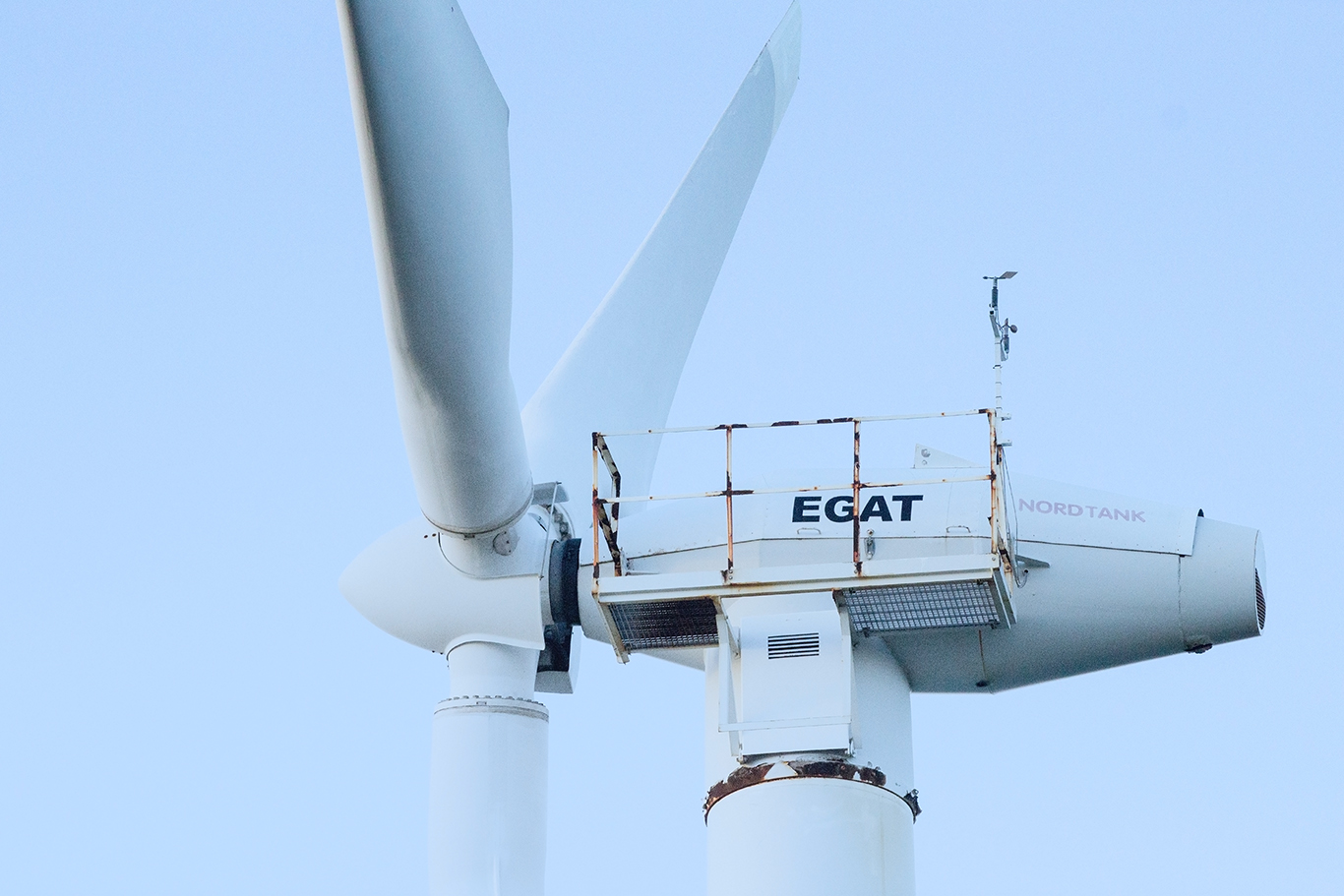
Aerogenerador en Laem Phromthep, Phuket, de un proyecto piloto de EGAT

Se proyecta que las reservas de gas natural en Tailandia se agotarán en 2021, y Tailandia comenzó a importar gas natural licuado caro en 2011. Estos factores han llevado a una mayor demanda de energía renovable, y el Plan de Desarrollo de Energía Alternativa (AEDP) de Tailandia en 2011 exigía que el 25 por ciento de su energía provenga de fuentes renovables para el 2036. Hasta junio de 2012, se habían propuesto proyectos por un total de más de 1.600 MW.

## Historia
Con la creciente demanda de energía, Tailandia se encontró dependiente de la energía importada de otros países, principalmente petróleo y gas natural. Esto, junto con la repetida aparición de crisis petroleras, generó conciencia sobre las energías renovables desde el Quinto Plan Nacional de Desarrollo Económico y Social (1983-1987) . El apoyo a las energías renovables quedó claro cuando se declaró la Ley del Consejo Nacional de Política Energética en 1992. La ley inició el plan de conservación de energía,cuyo objetivo era reducir la cantidad de energía importada mediante el desarrollo de fuentesde energía renovable en Tailandia, incluida la energía eólica. 

### Mapeo de recursos eólicos
El primer estudio del potencial de energía eólica en Tailandia fue realizado en 1975 por el Departamento de Desarrollo y Promoción de la Energía, que ahora se llama Departamento de Desarrollo y Eficiencia de Energía Alternativa (DEDE). los datos de la velocidad media del viento del Departamento Meteorológico de Tailandia (TMD, por sus siglas en inglés) se utilizaron para producir un mapa de viento de áreas con potencial de medio a alto. Más tarde, en 1981, el Instituto de Tecnología del Rey Mongkut Thonburi (KMITT) y el Instituto de Tecnología del Rey Mongkut en el Norte de Bangkok (KMITNB), en cooperación con la Autoridad de Generación de Electricidad de Tailandia (EGAT), produjeron otro mapa de recursos eólicos con datos de 13 años ( 1966-1978) desde 53 estaciones de medición de velocidad del viento del TMD, utilizando la ley de potencia para estandarizar toda la velocidad del viento a 10 m. En 1984, KMITT realizó otro intento similar, utilizando datos de 17 años (1966-1982) de 62 estaciones de medición y con apoyo financiero de USAID .
los intentos de producir mapas de recursos eólicos de Tailandia enfrentaron un problema de la escasez de datosde velocidad del viento, especialmente en alta mar y elevaciones altas. Esto dio lugar a mapas con baja cobertura. En 2001, el DEDE produjo otro conjunto de mapas de recursos eólicos utilizando datos de más de 150 estaciones de medición, incluidas estaciones en alta mar y estaciones en alta elevación. Los datos se procesaron mediante simulación por computadora y modelos matemáticos, y el mapa y los datos también se publicaron en formato electrónico. En el mismo año, el Banco Mundial ofreció otro conjunto de mapas de recursos eólicos para cuatro países: Camboya, Laos, Vietnam y Tailandia, que se calcularon a partir de los datos eólicos globales y los datos geográficos de cada país utilizando simulaciones por computadora.
En 2008, los datos de velocidad del viento en el sur de Tailandia se calibraron aún más con la configuración de más estaciones en seis provincias del sur de Tailandia. En estudios anteriores, se demostró que el sur de Tailandia tiene el mayor potencial de energía eólica en Tailandia. Las estaciones se instalaron para medir las velocidades del viento a 80, 90 y 100 m de altura. Además, desde 2007 hasta 2009, la velocidad y dirección del viento se midieron y registraron desde varias estaciones en el norte de Tailandia. 
En 2011, el Departamento de Física de la Universidad Silpakorn realizó una investigación para mejorar el mapa eólico. La investigación produjo mapas de viento de mesoescala con resolución de 3x3 km 2 células utilizando un modelo atmosférico y software de simulación por computadora, y también experimentó con la creación de mapas de viento de microescala, que podría ser el próximo paso en el estudio del potencial de energía eólica de Tailandia.

### Turbinas de viento
En 1983, Tailandia tuvo su primer conjunto de turbinas eólicas de generación eléctrica, que consta de seis turbinas, instaladas en Laem Phromthep en la provincia de Phuket por EGAT como proyecto piloto. La electricidad generada se utilizó para alimentar las estaciones de investigación cercanas.El resultado fue satisfactorio, por lo que en 1988 EGAT planeó conectar las turbinas a la red eléctrica de la Autoridad Provincial de Electricidad (PEA), y en 1990 comenzaron a operar. Esta fue la primera vez que Tailandia tuvo electricidad generada por la energía eólicaque abastece a la red eléctrica. Más tarde, en 1992, se instalaron y conectaron a la red dos turbinas más con una capacidad de 10 kW .
Más tarde, tanto el gobierno como las organizaciones privadas, especialmente los institutos de educación, tuvieron más interés en el potencial de la energía eólica en Tailandia. En 1996, KMUTT fue la primera organización en instalar aerogeneradores de 2,5 kW y 10 kW en el Parque Nacional Phu Kradueng en la Provincia de Loei, y el Parque Nacional Marino Tarutao en la Provincia de Satun . Más tarde, en el mismo año, Recycle Engineering Company Limited instaló una   Turbina eólica de kW en sus instalaciones en el distrito de Ko Chang en la provincia de Chonburi, convirtiéndose en la primera turbina eólica privada de Tailandia. 
En el lado del gobierno, en 2007, DEDE instaló un aerogenerador de 250   Capacidad de kW en el distrito de Hua Sai en la provincia de Nakhon Si Thammarat, y más tarde en 2009, otro de 1,5 MW de capacidad. Además, en 2009, EGAT instaló dos aerogeneradores de 1,25 MW de capacidad en el depósito superior de la central eléctrica Lam Takhong Cholapawattana, una central hidroeléctrica en el distrito de Sikhio, provincia de Nakhon Ratchasima, convirtiéndose en la primera central eléctrica eólica de Tailandia.

## Recursos eólicos
Tailandia tiene velocidades de viento promedio relativamente bajas , con la mayoría de las áreas con una velocidad de viento clase 1-1.4, o aproximadamente 2.8–4   m / s medido a 10 m. Esto se debe a que Tailandia está cerca del ecuador, que generalmente tiene una velocidad de viento baja. En general, los vientos del interior de Tailandia son inferiores a la media, pero hay áreas con topografía, como cordilleras, cañones y pendientes que ayudan a aumentar la velocidad del viento. 
Un estudio realizado en 2001 para el Banco Mundial encontró un potencial limitado para la energía eólica a gran escala en Tailandia. Sobre la base de la superficie terrestre, se encontró que solo 761 km 2 o 0.2 por ciento de la masa terrestre de Tailandia tenía vientos "buenos a excelentes". : vii  Las perspectivas para la energía eólica de las aldeas a pequeña escala resultaron más prometedoras. El setenta y tres por ciento de la población rural vivía en áreas con recursos eólicos "justos a buenos". : 18 
Sin embargo, Tailandia todavía tiene algunas áreas con velocidades de viento utilizables de no menos de clase 3, es decir, con no más bajas de 6.4   m / s velocidad media anual del viento. Esto es causado por los dos monzones que afectan anualmente a Tailandia, el monzón del noreste y el monzón del suroeste. El monzón del noreste proviene del Mar del Sur de China durante el período comprendido entre noviembre y marzo, y produce fuertes vientos en el Golfo de Tailandia y en las zonas costeras del sur de Tailandia. El monzón del sudoeste proviene del Mar de la India entre mayo y octubre, y produce fuertes vientos en los picos de las cadenas montañosas en la parte oeste del sur de Tailandia y en el norte de Tailandia. 
Para el viento en alta mar, hay algunas áreas con altas velocidades del viento en la Bahía de Bandon en la Provincia de Surat Thani, el Golfo de Pattani en Songkhla, y la Provincia de Pattani y el Lago Songkhla (en realidad una laguna) en la Provincia de Songkhla.

## Capacidad y producción
| 2010 | 2011 | 2012  | 2013  | 2014  |
| ---- | ---- | ----- | ----- | ----- |
| 5.6  | 7.3  | 111.7 | 222.7 | 224.5 |

| Nombre                                   | Capacidad (kW) |
| ---------------------------------------- | -------------- |
| Parque Eólico Theppana                   | 6,900          |
| Primer viento de korat                   | 103.500        |
| KR Dos                                   | 103.500        |
| Lamtakhong                               | 2,500          |
| Chang Hua Man                            | 50             |
| Energía verde samut                      | 900            |
| Ko Tao                                   | 250            |
| DEDE (Energía Eólica para la Generación) | 15,000         |
| Tha-le Pang (Hua Sai)                    | 250            |
| Sating Phra                              | 1.500          |
| Laem Phromthep                           | 192            |
| TOTAL:                                   | 234.542        |

A finales de 2014, la capacidad de energía eólica de Tailandia era de 224,5 MW, generando 305 GWh de energía durante todo el año. Esto sitúa a Tailandia en el puesto 46 en el mundo por capacidad de energía eólica.
Los picos en el aumento de la capacidad en 2012 y 2013 fueron causados por la construcción del parque eólico "First Korat Wind" y el parque eólico "KR Two" por Wind Energy Holding Co., Ltd., fundada por Nopporn Suppipat, en cada año, respectivamente . Cada parque eólico está compuesto por 45 turbinas eólicas, cada una con una capacidad de 2,3 MW, lo que da como resultado parques eólicos con las capacidades más altas en el sudeste asiático .

## Planes futuros
El último plan para desarrollar energía alternativa en Tailandia es el Plan de Desarrollo de Energía Alternativa (AEDP). El plan apunta a aumentar la participación de las energías renovables en la producción total de energía al 25 por ciento. La proporción de energía renovable es de 11.91 por ciento a partir de 2014.
Anteriormente,se planeaba que el AEDP abarcaría de 2012 a 2021 y emplearía un sistema Adder: subsidios par ventas independientes de energía eólica de pequeños y muy pequeños productoresde energía, con el objetivo de promover la generación de electricidad a partir de energía eólica. Sin embargo, bajo la dirección del Primer Ministro general Prayut Chan-o-cha, el plan se revisó para abarcar 2015 a 2036. Se usa el sistema FiT (Feed-in-arancel) en lugar de Adder, que calcula el precio de venta de la energía a partir del costo de desarrollo real del productor de energía, pero con una tarifa adicional de 0.50 baht / kWh para las provincias de la frontera sur. Esto evita que el precio de la energía aumene demasiado. 
Además, Energy Absolute Public Company Limited, dirigida por Somphote Ahunai, está construyendo tres proyectos de parques eólicos en la provincia de Nakhon Si Thammarat con una capacidad instalada combinada de 126 MW. También planea iniciar la construcción de cinco proyectos más en 2017 en la provincia de Chaiyaphum, en el noreste de Tailandia, que producirá 260 MW de electricidad. A partir de 2012, la capacidad total de los proyectos de parques eólicos a gran escala propuestos que son aceptados por el gobierno asciende a 787.37 MW, con 1674.20 MW más por confirmar.

## Ciencias económicas

### Coste de producción
Según un estudio de investigación realizado por la Universidad de Tecnología Thonburi del rey Mongkut, el costo de la producción de energía eólica en Tailandia varía de aproximadamente 2 a 6 baht / kWh, pero en algunas áreas inadecuadas, el costo puede llegar a 11 baht / kWh . Cuando se compara con el costo de producción en Dinamarca a aproximadamente 45 øre (aproximadamente 2.36 baht) / kWh, el costo de Tailandia es relativamente más alto. Pero con PEA comprando electricidad con el sistema FiT a una tasa típica de alrededor de seis baht / kWh, la producción por parte de productores de energía muy pequeños (VSPP) es posible.

### Inversión
Como resultado de la política de apoyo continuo del gobierno, el consumo de energía renovable ha crecido dramáticamente. Esto lleva a un aumento en las inversiones de organizaciones privadas en la industria de energía renovable . Más recientemente, en 2014, el valor neto combinado de la inversión en energía renovable tanto del gobierno como de organizaciones privadas ascendió a 84,588 millones de baht. De esta cantidad, la industria de la energía eólica recibió la mayor proporción de la inversión, que asciende a 25,720 millones de baht o el 30.4 por ciento de la inversión total. 